# Ivan den förskräcklige II
Ivan den förskräcklige II är en sovjetisk film som färdigställdes 1946, men som tillbakahölls på order av Josef Stalin och fick sin premiär först 1958, tio år efter regissören Sergej Eisensteins död och fem efter Stalins. Den är efterföljare (del två) till filmen Ivan den förskräcklige I från 1945. Filmen har setts som en kritik av Stalins regim.

## Rollista
- Nikolaj Tjerkasov – Ivan Groznyj (Ivan den förskräcklige)
- Michail Zjarov – Maljuta Skuratov
- Amvrosij Butjma – Aleksej Basmanov
- Michail Kuznetsov – Fjodor Basmanov, hans son
- Andrej Abrikosov – Moskvas metropolit Filipp
- Aleksandr Mgebrov – Pimen, ärkebiskopen av Novgorod
- Vladimir Balasjov – Pjotr Volynets, munk och tsarmördare
- Serafima Birman – Jefrosinja Staritskaja, Ivans faster
- Pavel Kadotjnikov – Vladimir Andrejevitj Staritskij, hennes son
- Michail Nazvanov – prins Andrej Michajlovitj Kurbskij
- Pavel Massalskij – kung Sigismund av Polen
- Erik Pyrjev – Ivan som barn